# Лоренцо II Медічі (Мікеланджело)

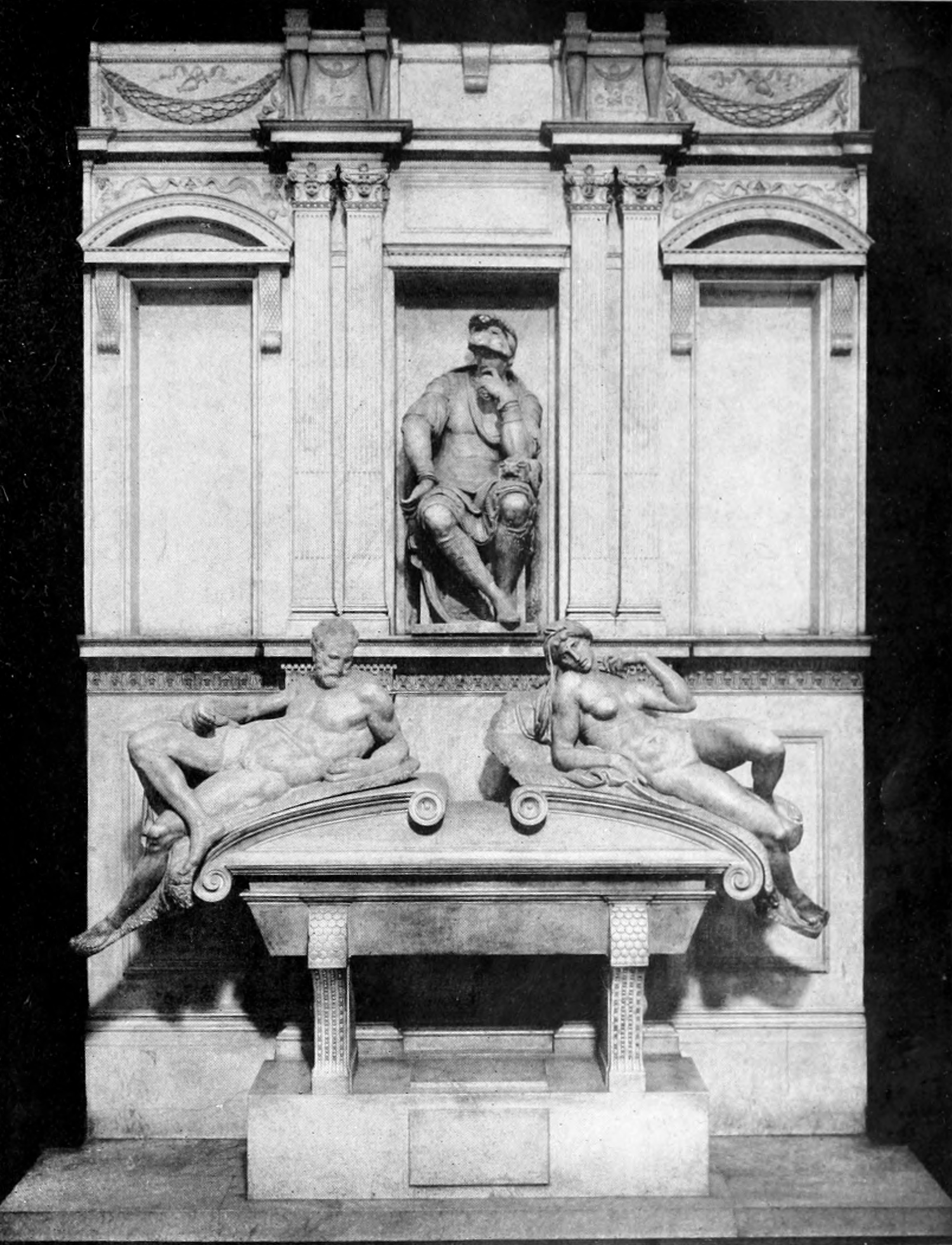
Нова сакристія церкви Сан Лоренцо. Надгробок Лоренцо II Медічі

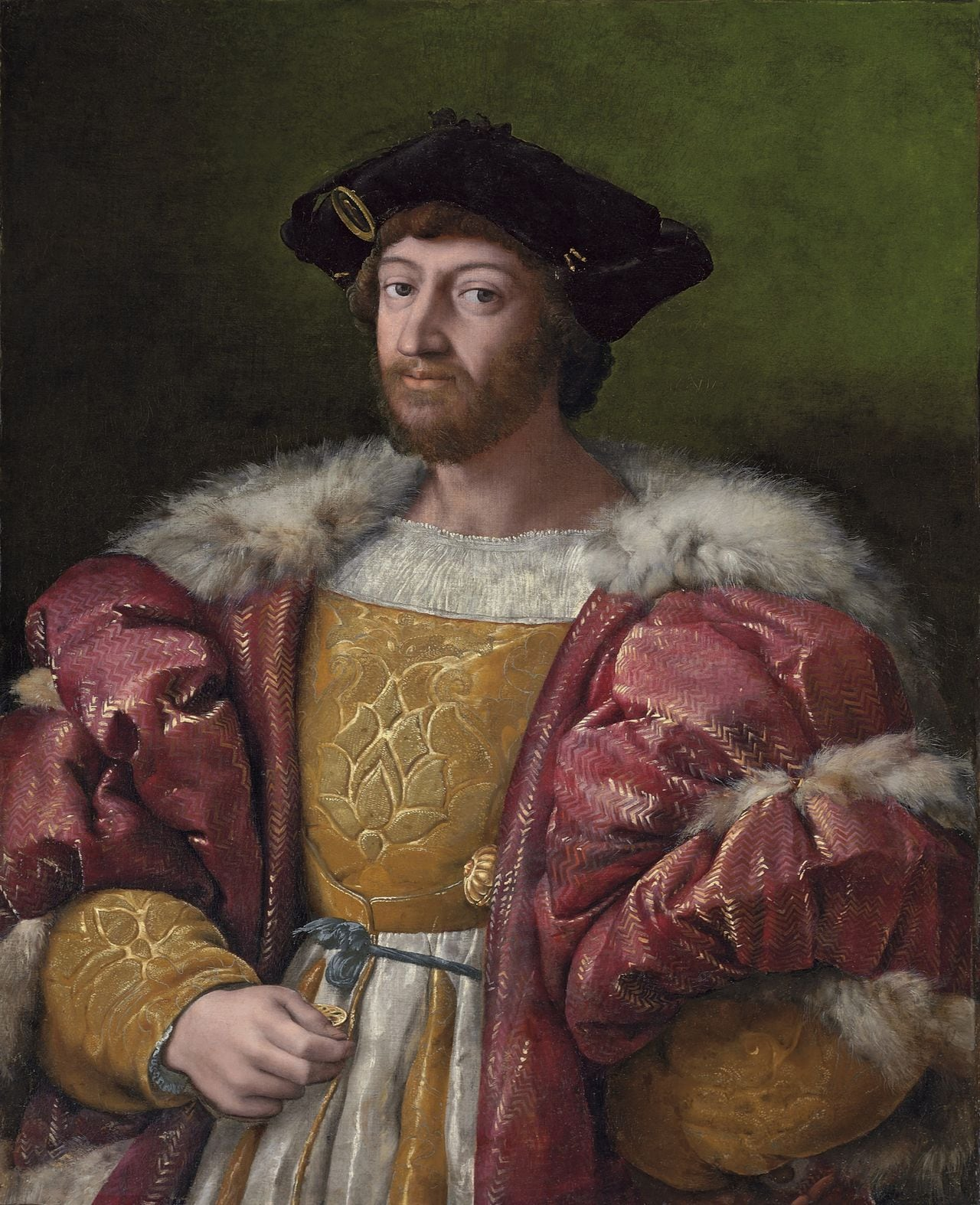
Рафаель. Портрет Лоренцо II Медічі

«Лоренцо II Медічі» (італ. Lorenzo de' Medici duca di Urbino) — мармурова статуя, що зображує Лоренцо II Медічі, герцога Урбінського, створена італійським скульптором і художником Мікеланджело Буонарроті протягом 1526 — 1534 рр. Статуя входить до композиції надгробку Лоренцо II Медічі у капелі Медічі.
Ще за життя Мікеланджело статую назвали «il pensieroso» — «споглядальний».

## Історія створення
Нова сакристія (ризниця) була задумана як меморіальна капела Джуліано Медічі, брата Папи Римського Лева, і Лоренцо, його племінника, які померли молодими. Це був задум Лева X, але замовником став папа Климент VII, інший член сім'ї Медічі, який активно підтримував цей проект.
Мікеланджело працював над статуєю протягом 1524 — 1534 рр. За Ерпелем, статуя була майже готовою у березні 1526 року, а остаточно статуя була дороблена 1534 року. За Вазарі, Мікеланджело встановив у нішах статуї воєначальників («Лоренцо» та «Джуліано») ще до від'їзду до Рима[а].

## Опис
Скульптура не є портретом, а виступає ідеалізацією, яка додає «величі». «Лоренцо» зображений у глибокій задумі. Його поза дуже розслаблена і лінива — ліва рука підпирає голову, а права — недбало спирається на праве стегно, долонею назовні. Лівий лікоть воєначальника спирається на скарбничку, прикрашену головою фантастичного звіра, а у руці затиснуто гаманець[б]. На голові у «Лоренцо» зооморфологічний шолом, який затіняє його обличчя, і, як зазначає Гіббард, це може натякати на те, що герцог помер божевільним. Лазарєв трактував цю тінь як підкреслення тяжкості роздумів герцога. Статуя, зокрема голова, є дещо менш закінчена, аніж «Джуліано». Очі скульптури не мають зіниць, як і решта статуй капели.
Вазарі цю статую описував так:

| «(…) замислений — це герцог Лоренцо, з розумним обличчям і такими гарними ногами, що кращих і не побачиш»[7]. |
За Лібманом, «Лоренцо» «перебуває у стані глибокого заціпеніння. Він далекий від мирської суєти і живе собі своїм життям». Лазарєв підкреслював надзвичайне благородство фігури «Лоренцо» і писав, що вказівний палець лівої руки, піднесений до губ — «символізує мовчання».

## Образ у мистецтві
У біографічному романі Ірвінґа Стоуна «Муки і радості» (1961) написано, що Мікеланджело вирізьбив: «(…) статую молодого „Лоренцо“ для ніші над „Ранком“ та „Вечором“, мислячи архітектонічно, роблячи цю споглядальну фігуру статичною, скутою, замкнутою, повністю зануреною у власний світ».

## Виноски
1. 1 2  Либман, 1964, с. 22.
2. ↑  Эрпель, 1990, с. 14.
3. 1 2  Hibbard, 1974, с. 188.
4. ↑  Hibbard, 1974, с. 189.
5. 1 2  Микеланджело. Поэзия. Письма, 1983, с. 21.
6. ↑  Hibbard, 1974, с. 185.
7. ↑  Вазарі, 1970, с. 345.
8. ↑  Irving Stone. The Agony and the Ecstasy (англ.) . www.scribd.com. с. 699—700. Архів оригіналу за 7 серпня 2012. Процитовано 24 липня 2012. (…) he carved the statue of young Lorenzo for the niche above Dawn and Dusk, using an architectonic approach, designing this figure of contemplation to be static, tight, withdrawn, involved in its own interior brooding (…)
9. ↑  Стоун, 1991, с. 670.
10. ↑  Эрпель, 1990, с. 50.